# Mongoose Publishing
Mongoose Publishing är ett brittiskt förlag som sedan 2001 publicerar rollspel, figurspel och kortspel.
Förlaget har licens att ge ut spelrelaterade produkter för bland annat science fiction-serierna Babylon 5, Judge Dredd och Starship Troopers, och även fantasy-titeln Conan Barbaren.

## Historia
Mongoose Publishing växte fram ur d20-systemets framgångar med Dungeons & Dragons Third Edition och fick snabbt popularitet och uppmärksamhet i och med den snabba utgivningstakten av spelprodukter som de upprätthöll. Tidiga produktlinjer riktades mot tillbehör åt Dungeons & Dragons. Senare när företagets kapital konsoliderades började Mongoose att aggressivt söka licenser och fick 2002 rättighet till de populära brittiska serietidningarna Sláine och Judge Dredd, samt TV-serien Babylon 5 under 2003.
Under 2003 började de även ge ut tidskriften Signs and Portents som tillägg och underhåll åt Mongooses växande produktlinje, men även fristående produkter baserade på d20-systemet (under samlingsnamnet "OGL series"). Under 2004 följde ytterligare förvärv som rättigheterna till rollspel baserat på Conan Barbaren, nedlagda rollspelet Paranoia och ett samarbete med den populära d20-portalen EN World.
Från 2005 och framåt har Mongoose Publishing gett ut rollspel och figurspel baserat på Starship Troopers, samt det tidigare nedlagda RuneQuest. Företaget försökte även få rättigheter att göra rollspel på Tom Clancy's Rainbow Six (datorspel), Ghost Recon och Michael Moorcocks Eternal Champion-serie, dock utan framgång.

## Kontrovers
Under sina tidiga år skapade Mongoose Publishing kontrovers på grund av dålig layout och inkonsekvent redigering, samt ofullständig förståelse av regelsystemet i Dungeons & Dragons Third Edition bland företagets författare. Även deras snabba utgivningstakt resulterade i dålig kvalitet - med en handfull författare i flera projekt samtidigt samt upp till ett dussin utgivningar i månaden var det nästan omöjligt att undvika felaktigheter. Ytterligare svårigheter uppstod när Dungeons & Dragons 3.5 släpptes 2003 - Sheoloth: City of the Drow, 3:e utgåvan och version 3.5 blandades fritt vilket gjorde böckerna svåra att använda. Som en del i att öka kvaliteten förstörde Mongoose alla kvarvarande exemplar av Sheoloth samt titlarna Ultimate Monsters och Ultimate Arcane Spellbook.

## Produkter

### Figurspel
- Babylon 5: A Call to Arms
- Judge Dredd: Gangs of Mega-City One
- Starship Troopers: The Miniatures Game
- Mighty Armies
- Age of Conan (ej utgiven - förväntas 2007)
- Battlefield Evolution
- Victory at Sea

### Rollspel och tillbehör
- Armageddon: 2089
- Babylon 5: The Roleplaying Game
- Cities of Fantasy series
  - Skraag: City of Orcs
  - Stormhaven: City of a Thousand Seas
  - Highthrone: City of the Clouds
  - Stonebridge: City of Illusions
- Classic Play series
- Conan: The Roleplaying Game
- Encyclopedia Arcane series
- Jeremiah RPG
- Judge Dredd: The Roleplaying Game
- Lone Wolf: The Roleplaying Game
- Macho Women with Guns
- Noctum
- OGL Ancients
- OGL CyberNet
- OGL Horror
- OGL Steampunk
- OGL Wild West
- Paranoia
- Power Classes series
- Quintessential series
- RuneQuest
- Sláine: The Roleplaying Game of Celtic Heroes
- Slayers Guide series
- Starship Troopers: The Roleplaying Game
- Travellers' Tales series
- Ultimate series
- Wars RPG

### Fristående kortspel
- Paranoia Mandatory (Bonus Fun!) Card Game

### Tidskrifter
- Signs & Portents
- EN World Gamer